# 李相燁
李 相燁（イ サンヨプ）は、大韓民国出身の実業家。
日本のオンラインゲーム会社であるゲームオンの代表取締役社長に就任していた。

## 経歴
- 1967年9月24日、韓国ソウル市にて産まれる。
- 1992年10月に韓国企業である株式会社JEUMEDIAに入社
- 1993年、建国大学教育学部卒業（企業入社と逆転しているがによると企業入社後に大学を卒業している）
- 2000年10月、韓国のオンラインゲーム会社である株式会社ワンクリックの常務取締役に就任
- 2002年2月、株式会社ゲームオンに入社
- 2002年6月、同社オンラインゲーム事業本部長に就任
- 2002年8月、同社取締役に就任
- 2005年4月、同社常務取締役オンライン事業本部長に就任
- 2006年3月、同社専務取締役オンライン事業本部長に就任
- 2007年2月、同社代表取締役社長に就任
- 2007年6月、日本オンラインゲーム協会理事に就任
- 2009年3月、韓国NeoWizGames（ゲームオンの筆頭株主）社長に就任
- 2010年12月、株式会社ゲームオン代表取締役社長に復帰。

## 経営手腕
かつて母国企業の重役ポストに就任していたため、韓国企業からMMORPGのライセンスを取得し日本向けに運営しているゲームオンにとってはこれ以上ない有意義な人物とも言えるが、実績としてはサービスを終了した「RF online」のライセンスを買取の上再開させ、また韓国ではMMOビッグ3と言われる「Soul of the Ultimate Nation」の日本向けライセンスの獲得、さらには新天上牌を開発したHI-WIN社と共同でゲームの作成に着手するなどを行なっている。また2007年11月に業績の下方修正を行なった直後にNeoWiz社向けに新株予約権の発券を行ない、筆頭株主の変更を行なうなど積極的な経営を行なっていた。